# Шандор Зомборі
Шандор Зомборі (угор. Sándor Zombori, нар. 31 жовтня 1951, Печ) — угорський футболіст, що грав на позиції півзахисника.
Виступав, зокрема, за клуби «Вашаш» та «Монпельє», а також національну збірну Угорщини.

## Клубна кар'єра
У дорослому футболі дебютував 1969 року виступами за команду «Печ», в якій провів сім сезонів.
Своєю грою за цю команду привернув увагу представників тренерського штабу клубу «Вашаш», до складу якого приєднався 1975 року. Відіграв за клуб з Будапешта наступні сім сезонів своєї ігрової кар'єри. У сезоні 1976/1977 він виграв з «Вашашем» свій єдиний титул чемпіона Угорщини, а в 1981 році виграв Кубок Угорщини.
1982 року перейшов до французького клубу «Монпельє», за який відіграв 3 сезони у другому дивізіоні. Більшість часу, проведеного у складі «Монпельє», був основним гравцем команди. Завершив професійну кар'єру футболіста виступами за команду «Монпельє» у 1985 році.
Після завершення кар'єри з 1987 року працював спортивним журналістом. Він був коментатором каналу Sport TV з моменту його створення у 2000 році.

## Виступи за збірну
8 жовтня 1975 року дебютував в офіційних матчах у складі національної збірної Угорщини в товариському матчі з Польщею (2:4).
У складі збірної був учасником чемпіонату світу 1978 року в Аргентині, на якому зіграв у всіх трьох матчах проти Аргентини (1:2), Італії (1:3) та Франції (1:3) і в останньому з них забив гол, але Угорщина не подолала груповий етап.
Загалом протягом кар'єри у національній команді, яка тривала 6 років, провів у її формі 26 матчів, забивши 3 голи.

## Титули і досягнення
- Чемпіон Угорщини (1):

«Вашаш»: 1976/77
- Володар Кубка Угорщини (1):

«Вашаш»: 1980/81

## Особисте життя
- Його син Залан[en] (нар. 1975), також був футболістом і виступав за «Вашаш» та збірну Угорщини.